# Bergheim (Bavière)
Pour les articles homonymes, voir Bergheim (homonymie).
Bergheim est une commune de Bavière (Allemagne), située dans l'arrondissement de Neuburg-Schrobenhausen, dans le district de Haute-Bavière.